# Kunbir pallidipennis
Kunbir pallidipennis är en skalbaggsart som beskrevs av J. Linsley Gressitt 1940. Kunbir pallidipennis ingår i släktet Kunbir och familjen långhorningar. Inga underarter finns listade i Catalogue of Life.